# 基督教與酒精

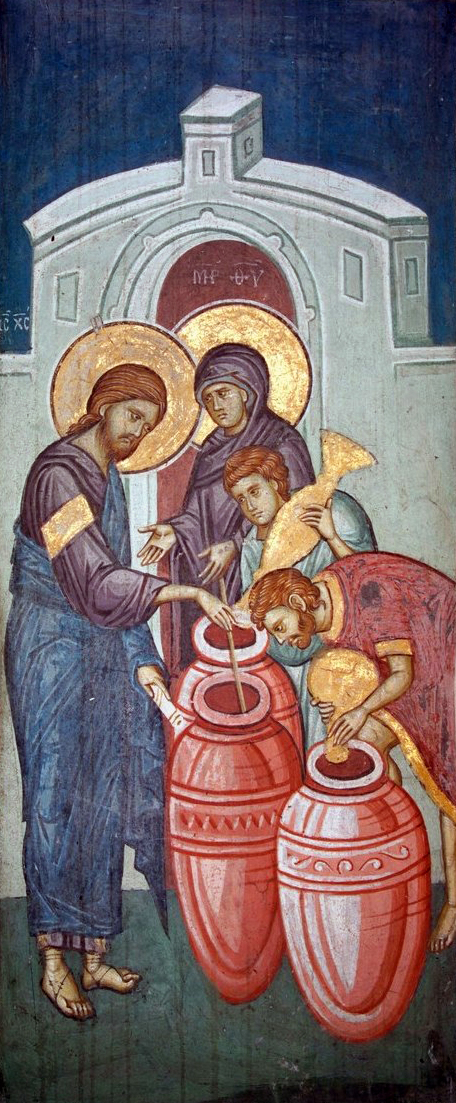
Jesus making wine from water in The Marriage at Cana, a 14th-century fresco from the Visoki Dečani monastery

基督徒對酒的看法難以一概而論。在教會歷史的首1,800年，基督徒視喝酒為日常生活的一部分，並將聖經上所述「喝葡萄酒」 作為他們禮儀的中心—聖餐或最後的晚餐。 這些基督徒藉著聖經和基督教傳統，視酒為上帝的禮物，使人生加添喜樂，但同時認為酗酒而喝醉卻是有罪或錯誤的。
在19世紀中期，一些新教徒一改以往「容許適度喝酒」的觀點（適度說），認為「決定不喝酒，從現時的處景來說，是明至之舉」（棄權說），甚或是「禁止一切喝酒，並視之為罪惡」（禁令說）。時至今日，這三種說法仍同時存在，但傳統的說法依然最為普遍，當中英國國教、羅馬天主教和東正教會均支持這個觀點。
過半的福音派領袖（52%）都認為「滴酒不沾」與「好信徒」兩者不能混為一談，其中在印度/尼泊爾的領袖大都支持這個看法（83%），傳統的「基督教國家」則只佔42%。